# Свейструп, Сорен
Со́рен Све́йструп (дат. Søren Sveistrup; род. 7 января 1968, Каструп, пригород Копенгагена) — датский сценарист и писатель, наиболее известен за дебютный роман «Каштановый человечек» и его в одноимённую адаптацию в мини-сериале. Среди других известных его работ сценарии к телесериалам «Убийство» и «Николай и Юлие».
Свейструп широко известен в Скандинавии, там его фамилия является нарицательной.

## Биография
Свейструп был усыновлен в детстве, о чём узнал, когда ему было 13 лет. Оба его приемных родителя работали в сфере образования, отец Хуго Свейструп (Hugo Sveistrup) был доктором философии, а мать Хелле Восбейн (Helle Vosbein) — школьной учительницей. В приёмной семье Сорен был старшим ребёнком, помимо него было усыновлено ещё несколько детей. Их семья была не совсем благополучной и испытывала много проблем, в воспоминаниях о том периоде Сорен описывает отношения в семье как ужасные. Когда Сорену был 21 год, его приёмная мать покончила с собой.
Детство и юношество Свейструпа прошло на небольшом датском островке Турё, находящемся на юго-востоке от Фюна, с населением около 3 тысяч человек.
В 1989 году, после смерти матери, Сорен переехал в Копенгаген, где поступил в университет, окончив который получил степень магистра литературы и истории. Тогда же он решил стать писателем, на это его вдохновили детективные рассказы Конан Дойля и произведения Агаты Кристи. Свейструп хотел написать великий датский роман, но в то время когда ему было двадцать с небольшим, этого так и не произошло, и мечту о собственном романе пришлось отложить на долгие тридцать лет. Однако он всё же дебютировал как писатель, выпустив небольшой сборник рассказов в 1995 году.
В 1997 году поступил в Национальную киношколу Дании, где получил образование сценариста. С тех пор работает сценаристом. Он написал сценарии к нескольким эпизодам сериала «Такси» (1996—1999). В 1999 году он вместе с Янником Йохансеном написал сценарий к фильму «Off the Track» (Afsporet). В 2000—2001 годах работал над сериалом «Отель» (Hotellet).
Прорыв в карьере Свейструпа случился в 2002 году, когда он выступил в качестве ведущего сценариста к сериалу «Николай и Юлие», сериал получил высокие отзывы критиков и стал известен за пределами Дании.
Ещё большую известность ему принесли работы над сценариями к сериалу «Убийство» (2007—2012), сериал получал международные награды, был переведен на множество языков и транслировался в сотне стран. Впоследствии сериал «Убийство» даже стали в шутку называть самым прибыльным датским экспортным продуктом Дании после пива Туборг.
В 2017 году Свейструп выступал одним из главных сценаристов к фильму «Снеговик» по одноимённому одноимённому роману норвежского писателя Ю Несбё.
В 2019 году вышел его первый и пока единственный роман «Каштановый человечек» (Kastanjemanden). Адаптация «каштанового человечка» в формате мини-сериала вышла на Netflix в 2021 году. Свейструп участвовал в разработке телеадаптации своего романа в качестве сценариста.

### Писательский стиль
Сорен считает, что скандинавский нуар — это эмоции, а не просто брызги, кровь и приставания к женщинам. Без эмоций нет смысла что-либо писать. Несмотря на всемирное признание, Сорен всё ещё не оценивает себя достаточно высоко, и считает, что это будет преследовать его всю оставшуюся жизнь. Частично это связано с тем, он вырос в приёмной семье и что у его приёмных родителей были ужасные проблемы. В своих сценариях и книге он пишет очень эмоционально, чтобы в жизни было проще контролировать и скрывать свои собственные эмоции. Ему было трудно во всем этом признаться, и он наконец сказал это в возрасте пятидесяти лет.
Идея создания «Каштанового человечка» возникла из того, что однажды в детском саду своих детей Сорен услышал песенку-считалку, «яблочный человечек, заходи, заходи», в каждом следующем куплете дети приглашая нового человечка, используя названия различных деревьев. Куплет, в котором дети пели «каштановый человечек, заходи, заходи», прозвучал зловеще, что у Сорена возникло беспокойство из-за мысли о детях приглашающих в дом такое непонятное существо.
Тема утраты родителей и усыновления часто встречается в его творчестве. Например, в фильме «Настанет день» он обращается к реальным событиям, которые происходили в 1960-х годах в датском интернате для мальчиков «Годхавн». А в книге и сериале «Каштановый человечек» усыновлённые близнецы являются важным элементом сюжета. Каждый раз, когда что-то пишет, он прорабатывает свой собственный багаж, например, сцена сериала «Убийства» полностью основана на личном опыте, когда его мать покончила жизнь самоубийством, и ему пришлось рассказать об этом своим младшим братьям и сёстрам.

### Личная жизнь
Свейструп женат на журналистке, имеет двоих сыновей.

## Награды и премии
За фильм Настанет день:
- Премия «Роберт» в номинации «Лучший сценарий»

За телесериал Убийство:
- International Emmy Award[англ.]
- BAFTA Award
- Crown Prince Couple's Awards[англ.]
- Премия «Роберт» в номинации «Лучший датский сериал»

За телесериал Николай и Юлие:
- International Emmy Award[англ.]

За книгу и мини-сериал Каштановый человечек:
- Audie Award for Mystery[англ.]
- Премия «Барри»[англ.]